# 3606 Pohjola
3606 Pohjola este un asteroid din centura principală, descoperit pe 19 septembrie 1939 de Yrjö Väisälä.